# Putangirua Pinnacles

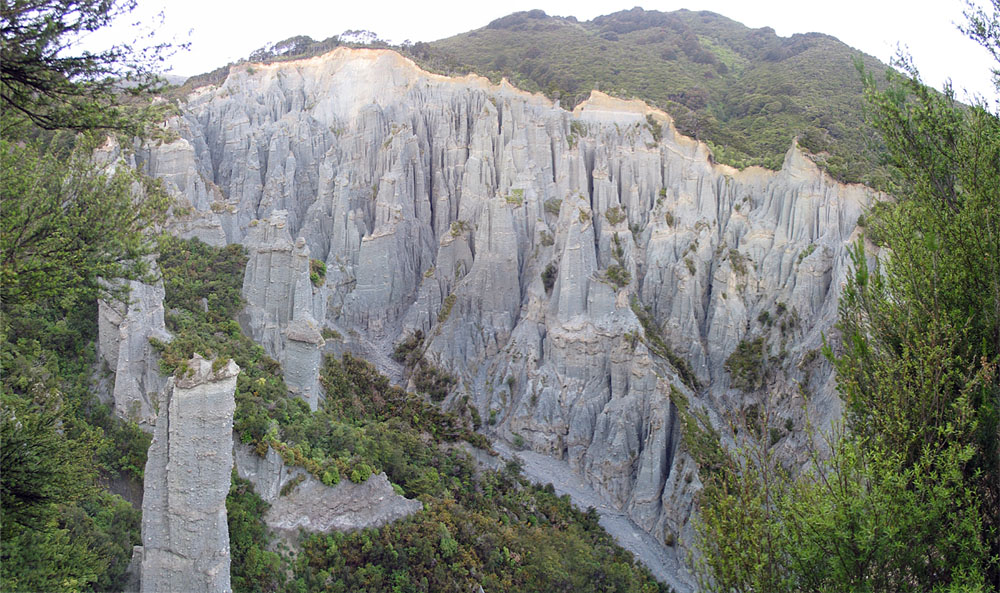
Les Putangirua Pinnacles en 2005.

Les Putangirua Pinnacles sont une formation rocheuse de Nouvelle-Zélande située dans la région de Wellington (district de South Wairarapa). C'est un exemple de badlands érodées,.
Des scènes du film Le Seigneur des anneaux : Le Retour du roi y ont été tournées en juin 2000.